# Scotodryas holocausta
Scotodryas holocausta är en fjärilsart som beskrevs av Turner 1932. Scotodryas holocausta ingår i släktet Scotodryas och familjen praktmalar, Oecophoridae. Inga underarter finns listade i Catalogue of Life.